# Lisa (Zeitschrift)
Lisa ist eine wöchentlich erscheinende Frauenzeitschrift aus der Verlagsgruppe Hubert Burda Media. Das Magazin erscheint seit 1994 und beschäftigt sich mit den Themen Lifestyle, Beauty, Mode und Kochen. Die verkaufte Auflage beträgt 105.541 Exemplare, ein Minus von 85 Prozent seit 1998.

## Herausgabe
Das Magazin wird von der M.I.G. Medien Innovation GmbH herausgegeben. Chefredakteur ist Kai Winckler, stellvertretende Chefredakteurin Jennifer Schwengers. Bis Ende März 2023 war Maria Sandoval Chefredakteurin der Zeitschrift.  Redaktionssitz ist in Offenburg. Es wurde innerhalb von drei Monaten entwickelt.

## Produktlinienerweiterung
Unter der Dachmarke Lisa wurden weitere Zeitschriften mit den Titeln Lisa Kochen & Backen, Lisa Wohnen & Dekorieren (1997), Lisa Blumen & Pflanzen (1999, Titel bis 2001: Lisa : die junge Zeitschrift für die Frau – Schöner leben mit Blumen & Pflanzen: Ideen und Dekotips für Wohnung, Balkon und Terrasse) sowie Lisa Fit & Gesund (ab 2008: Lisa Wohlfühl-Journal, vierteljährlich) eingeführt. Von 2002 bis 2004 gab es eine Variante der Zeitschrift für eine jüngere Zielgruppe, Young Lisa.
| 1998   | 1999   | 2000   | 2001   | 2002   | 2003   | 2004   | 2005   | 2006   | 2007   | 2008   | 2009   | 2010   | 2011   | 2012   | 2013   | 2014   | 2015   | 2016   | 2017   | 2018   | 2019   | 2020   | 2021   | 2022   | 2023   | 2024   |
| ------ | ------ | ------ | ------ | ------ | ------ | ------ | ------ | ------ | ------ | ------ | ------ | ------ | ------ | ------ | ------ | ------ | ------ | ------ | ------ | ------ | ------ | ------ | ------ | ------ | ------ | ------ |
| 704438 | 621040 | 569486 | 551564 | 490930 | 466730 | 424072 | 372893 | 380186 | 352776 | 336960 | 348451 | 351778 | 323059 | 301587 | 268412 | 242325 | 235462 | 229247 | 219817 | 210487 | 193123 | 188472 | 157912 | 130932 | 116391 | 105541 |

Die Erscheinungsfrequenz wurde im Januar 2015 von wöchentlich auf zweiwöchentlich umgestellt und im Januar 2020 von zweiwöchentlich auf monatlich.
| 1998 | 1999 | 2000 | 2001 | 2002 | 2003 | 2004 | 2005 | 2006 | 2007 | 2008 | 2009 | 2010 | 2011 | 2012 | 2013 | 2014 | 2015 | 2016 | 2017 | 2018 | 2019 | 2020  | 2021  | 2022  | 2023  | 2024  |
| ---- | ---- | ---- | ---- | ---- | ---- | ---- | ---- | ---- | ---- | ---- | ---- | ---- | ---- | ---- | ---- | ---- | ---- | ---- | ---- | ---- | ---- | ----- | ----- | ----- | ----- | ----- |
|      |      |      |      |      |      |      |      |      |      |      |      |      |      |      |      |      |      |      |      |      |      | 10134 | 15119 | 15388 | 16168 | 16666 |

Die Erscheinungsfrequenz wurde im Januar 2015 von wöchentlich auf zweiwöchentlich umgestellt und im Januar 2020 von zweiwöchentlich auf monatlich.

## Presseratsrüge
Der Deutsche Presserat rügte die Zeitschrift im Dezember 2023, weil die Redaktion in dem Extraheft Lisa Kochen & Backen mit künstlicher Intelligenz (KI) erzeugte Abbildungen veröffentlicht hatte, ohne dies kenntlich zu machen. Auch die „99 Pasta-Rezepte zum Nachkochen“ waren mittels Software generiert worden. Die Abbildungen hätten entsprechend dem Pressekodex als Symbolbilder deklariert werden müssen. Bei Texten bestehe keine Kennzeichnungspflicht, stellte der Presserat fest. Es war seine erste Entscheidung zum Einsatz von KI.